# Inti Briones
Inti Briones Arredondo (Lima, 1971) és un cineasta peruà-xilè, triat per la revista Variety com un dels deu directors de fotografia en els cal parar esment l'any 2013, conegut pel seu treball en diversos formats i suports de vídeo digital i pel·lícula de cinema. El seu treball s'ha destacat per la sensibilitat amb la qual aborda tant en ubicacions rurals com urbanes de distintes parts del món.

## Biografia
Inti Briones va créixer a Lima amb la seva mare xilena, Sybila Arredondo, vídua de José María Arguedas, Als 15 anys, al Perú, va ingressar a l'Escola de Cinema i Televisió de Armando Robles Godoy. Als 20, es va mudar per a Santiago de Xile, encara que ja havia pres cursos de cinema al Perú i uns tallers a França estava obstinat a estudiar amb Héctor Ríos Henríquez, director de fotografia d'El chacal de Nahueltoro. Ben aviat va començar a treballar amb directors xilens com Raúl Ruiz Pino, Ignacio Agüero, Pablo Perelman, Andrés Racz. El 1996 fou nomenat president de l'Asociación Chilena de Cortometristas i el 26 de novembre de 2015 es converteix en soci fundador de l'Asociación de Chilena de Cinematografía ACC. El seu treball ara continua amb una diversitat especial de directors com Walter Salles, Paula Gaitán, Julia Lokvet, Felipe Hirsch, Daniela Thomas, Joanna Lombardi, David Schurman, Ofir Raul Graizer, Andre Warwar, Jayro Bustamante i Aly. Muritiba, entre altres…
Actualment és soci i portador de les sigles de l'Associação Brasileira de Cinematografia ABC, Asociación de Autores de Fotografía Cinematográfica Peruanos DFP i l'Asociación Chilena de Cinematografía ACC
També ha estat productor de la pel·lícula  "Canción Sin Nombre" de Melina León i coproductor de "Tarde Para Morir Joven" de Dominga Sotomayor, "Matar un Hombre" d'Alejandro Fernandez i "Crimen de Gavea" d'Adré Warwar, també productor associat de "Banquete" de Daniela Thomas i "Aqui No Ha Pasado Nada" d'Alejandro Fernández

## Filmografia
- Cofralandes, rapsodia chilena (2002)
- Días de campo (2004)
- La recta provincia (2007)
- El cielo, la tierra y la lluvia (2008)
- La maison Nucingen (2008)
- Ilusiones ópticas (2009)
- Huacho (2009)
- Verano (2011)
- Ulises (2011)
- Bonsái (2011)
- The Loneliest Planet (2011)
- La noche de enfrente (2012)
- El verano de los peces voladores (2013)
- Las niñas Quispe (2014)
- Matar a un hombre (2014)
- La voz en off (2014)
- United Passions (2014)
- El Cristo ciego (2016)
- Pequeno Segredo (2016)
- Vazante (2017)
- Tarde para morir joven (2018)
- Canción sin nombre (2019)
- Hebe: A Estrela do Brasil (2019)

## Premis
- Premi Pedro Sienna a la millor direcció de fotografia "El Cielo, La Tierra, La Lluvia" (2009)
- Premi Pedro Sienna a la millor direcció de fotografia "Ilusiones Opticas" (2010)
- Premi Pedro Sienna a la millor direcció de fotografia "Bonsai" (2012)
- Festival Internacional de Cinema RiverRun, Millor Cinematografia per El verano de los peces voladores (2013)[8]
- Festival Internacional de Cinema de Venècia, Premi Fedeora a la Millor Cinematografia per Las niñas Quispe (2014)
- Festival de Cinema de Lima, Millor Cinematografia per Las niñas Quispe (2014)
- Premi Pedro Sienna  a la millor direcció de fotografia "El Verano de los Peces Voladores" (2014)
- RiverRun International Film Festival Millor fotografia "El Verano de los Peces Voladores" (2014)
- Festival Internacional del Nou Cinema Llatinoamericà de l'Havana, Millor Cinematografia per Aquí no ha pasado nada (2016)
- Premi Pedro Sienna  a la millor direcció de fotografia "Las Niñas Quispe" (2016)
- Festival Internacional de Cinema de Gijón, Millor fotografia "Tarde Para Morir Joven" (2018)
- Festival de Cinema Iberoamericà de Huelva Millor fotografia "Canción Sin Nombre" (2019)
- Festival de Cinema de Ceará[9] Millor fotografia "Canción Sin Nombre" (2019)
- Festival Internacional de Cinema d'Estocolm Millor fotografia "Canción Sin Nombre" (2019)